# 丁典
丁典是金庸小說《連城訣》中的一個重要角色，與主角狄雲為獄中摯友。 為金庸小說武功最絕頂高手之一，足以起死回生。

## 生平
生性好武，為人行俠仗義。一次事件中救了遭徒弟圍攻的湘中武林名宿「鐵骨墨萼」梅念笙，得以相授「連城劍訣」以及「神照經」。
後結識荊州知府凌退思之女凌霜華，兩人相互愛戀，以種花作為彼此溝通的語言，然而丁典遭到凌退思陷害，打入牢獄，被逼交出連城劍訣，丁典不從，遂在牢獄關了5年之久。
在牢獄中結識狄雲，傳與「神照經」及「烏蠶衣」。
然而凌霜華遭到父親活埋，丁典悲傷之餘中了凌退思所下的金波旬花毒，臨終前交代狄雲將自己與凌霜華合葬。
在小說結尾狄雲達成了丁典的遺願，與摯愛終於团圆。